# Campionato mondiale di hockey su ghiaccio - Terza Divisione 2007
Il Campionato mondiale di hockey su ghiaccio - Terza Divisione 2007 è stato un torneo di hockey su ghiaccio organizzato dall'International Ice Hockey Federation. Il torneo si è disputato fra il 15 e il 21 aprile 2007. Le cinque squadre partecipanti sono state riunite in un unico gruppo. Le partite si sono svolte a Dundalk, in Irlanda. La Nuova Zelanda e l'Irlanda hanno concluso nelle prime due posizioni, garantendosi la partecipazione al Campionato mondiale di hockey su ghiaccio - Seconda Divisione 2008. Invece l'Armenia, ritiratasi prima dell'inizio delle gare, è stata retrocessa nel girone di qualificazione alla Terza Divisione del 2008.

## Partecipanti
| Nazionale     | Qualificazione                                                  |
| ------------- | --------------------------------------------------------------- |
| Sudafrica     | Sesta e retrocessa dalla Seconda Divisione - Gruppo A del 2006. |
| Nuova Zelanda | Sesta e retrocessa dalla Seconda Divisione - Gruppo B del 2006  |
| Armenia       | Terza nella Terza Divisione del 2006.                           |
| Irlanda       | Ospitante, quarta nella Terza Divisione del 2006.               |
| Lussemburgo   | Quinto nella Terza Divisione del 2006.                          |
| Mongolia      | Prima partecipazione a un Campionato mondiale.                  |

## Incontri
| Dundalk 15 aprile 2007, ore 13:00 | Irlanda | 11 – 0 (2-0; 7-0; 2-0) referto | Mongolia | Dundalk Ice Dome (900 spett.) |

| Dundalk 15 aprile 2007, ore 16:30 | Sudafrica | 2 – 5 (1-1; 0-1; 1-3) referto | Lussemburgo | Dundalk Ice Dome (200 spett.) |

| Dundalk 16 aprile 2007, ore 16:30 | Lussemburgo | 10 – 1 (4-0; 3-0; 3-1) referto | Mongolia | Dundalk Ice Dome (154 spett.) |

| Dundalk 16 aprile 2007, ore 20:00 | Nuova Zelanda | 4 – 2 (0-1; 1-1; 3-0) referto | Irlanda | Dundalk Ice Dome (764 spett.) |

| Dundalk 18 aprile 2007, ore 13:00 | Mongolia | 1 – 14 (0-2; 1-5; 0-7) referto | Sudafrica | Dundalk Ice Dome (534 spett.) |

| Dundalk 18 aprile 2007, ore 20:00 | Lussemburgo | 3 – 8 (0-1; 1-5; 2-2) referto | Nuova Zelanda | Dundalk Ice Dome (350 spett.) |

| Dundalk 19 aprile 2007, ore 13:00 | Mongolia | 1 – 10 (0-3; 0-2; 1-5) referto | Nuova Zelanda | Dundalk Ice Dome (625 spett.) |

| Dundalk 19 aprile 2007, ore 20:00 | Sudafrica | 1 – 3 (1-1; 0-1; 0-1) referto | Irlanda | Dundalk Ice Dome (1.000 spett.) |

| Dundalk 21 aprile 2007, ore 16:30 | Nuova Zelanda | 7 – 0 (2-0; 3-0; 2-0) referto | Sudafrica | Dundalk Ice Dome (475 spett.) |

| Dundalk 21 aprile 2007, ore 20:00 | Irlanda | 4 – 3 (d.t.s.) (0-0; 2-3; 1-0) referto | Lussemburgo | Dundalk Ice Dome (1.522 spett.) |

## Classifica
| Pos. |               | PG       | V        | VOT      | POT      | P        | GF       | GS       | DR       | Pt       |
| 1.   | Nuova Zelanda | 4        | 4        | 0        | 0        | 0        | 29       | 6        | +23      | 12       |
| 2.   | Irlanda       | 4        | 2        | 1        | 0        | 1        | 20       | 8        | +12      | 8        |
| 3.   | Lussemburgo   | 4        | 2        | 0        | 1        | 1        | 21       | 15       | +6       | 7        |
| 4.   | Sudafrica     | 4        | 1        | 0        | 0        | 3        | 17       | 16       | +1       | 3        |
| 5.   | Mongolia      | 4        | 0        | 0        | 0        | 4        | 3        | 45       | -42      | 0        |
| 6.   | Armenia       | Ritirata | Ritirata | Ritirata | Ritirata | Ritirata | Ritirata | Ritirata | Ritirata | Ritirata |

## Riconoscimenti individuali
- Miglior portiere: Gareth Livingstone -  Nuova Zelanda
- Miglior difensore: Andrew Hay -  Nuova Zelanda
- Miglior attaccante: Mark Morrison -  Irlanda

## Classifica marcatori
| Giocatore       | PG | G | A | Pt | +/- | MP |
| --------------- | -- | - | - | -- | --- | -- |
| Braden Lee      | 4  | 7 | 4 | 11 | +8  | 10 |
| Robert Beran    | 4  | 4 | 6 | 10 | +4  | 8  |
| Mark Morrison   | 4  | 6 | 3 | 9  | +6  | 12 |
| Brett Speirs    | 4  | 4 | 5 | 9  | +9  | 6  |
| Michael Edwards | 4  | 3 | 6 | 9  | -1  | 10 |
| Laurie Horo     | 4  | 3 | 6 | 9  | +6  | 4  |
| Macky Reinecke  | 4  | 3 | 6 | 9  | 0   | 20 |
| Simon Glass     | 4  | 3 | 5 | 8  | +8  | 2  |
| Ben Houdremont  | 4  | 4 | 2 | 7  | +5  | 0  |
| Josh Reinecke   | 4  | 3 | 4 | 7  | -1  | 18 |

Fonte: IIHF.com

## Classifica portieri
| Giocatore          | Min    | TC | GS | SO | MGS  | Sv%   |
| ------------------ | ------ | -- | -- | -- | ---- | ----- |
| Gareth Livingstone | 140:00 | 79 | 3  | 1  | 1.29 | 96.20 |
| Kevin Kelly        | 245:00 | 91 | 8  | 1  | 1.96 | 91.21 |
| Stephen Reid       | 100:00 | 28 | 3  | 0  | 1.80 | 89.29 |
| Gilles Mangen      | 132:39 | 93 | 10 | 0  | 4.52 | 89.25 |
| Gary Bock          | 198:48 | 88 | 11 | 0  | 3.32 | 87.50 |

Fonte: IIHF.com